# Leslie West
Leslie West (22. října 1945, New York, USA – 22. prosince 2020 Palm Coast) byl americký rockový kytarista, zpěvák a textař.

## Biografie
Narodil se v New York City jako Leslie Weinstein a vyrůstal v částech New Yorku jako Long Island, East Meadow, Forest Hills a Lawrence. Potom co se jeho rodiče rozvedli, změnil si příjmení na West. Jeho hudební kariéra začala se skupinou The Vagrants, což byla skupina hrající tzv. garage rock, styl který vyšel z Manhattanu jako odpověď na uměleckou scénu z Greenwich Village, představovanou beatniky jako The Fugs a The Velvet Underground). Vagrants měli v roce 1967 menší lokální hit, kterým byla předělávka písně Respect od Otise Reddinga.
Některé z nahrávek produkoval Felix Pappalardi, který též pracoval se skupinou Cream. West a Pappalardi spolu v roce 1968 založili průkopnickou hard rockovou skupinu Mountain. Původní album bylo (a stále je) přičítáno Leslie Westovi a pojmenováno Mountain (hora) – pravděpodobně jako narážka na Westovu větší velikost. Stvořili tak jednu z kapel, které jsou považovány za tvůrce stylu heavy metal.
Po tomto prvním albu byla skupina oficiálně formována, když do skupiny vstoupil bubeník Corky Laing a klávesista Steve Knight. Skupina měla úspěch s písničkou „Mississippi Queen“, která dosáhla pozice # 21 na žebříčku časopisu Billboard .
Po rozpadu skupiny Mountain, West, Laing a Jack Bruce založili skupinu West, Bruce and Laing. Skupina Mountain se v roce 1974 obnovila a pokračuje s nahráváním a vystupováním dodnes.
West v roce 1971 spolupracoval též se skupinou The Who, na předělávce „Baby Don't You Do It“ od Marvina Gaye. Tato stopa se neobjevila na původním albu Who's Next, ale byla přidána jako bonus na současné reedici na CD.
West pokračuje v nahrávání a vystupování. Jeho poslední sólové album se jmenuje Soundcheck a bylo vydáno v roce 2015 na značce Provogue/Mascot Label Group.
Leslie West byl 15. října 2006 uveden do Hudební síně slávy Long Islandu (Long Island Music Hall of Fame).
20. června 2011 mu byla amputována část pravé nohy. První veřejný koncert po operaci proběhl 13. srpna 2011.

## Nástroje
West byl proslulým průkopníkem kytary značky Gibson Les Paul Jr., kterou používal se zesilovačem Sunn, čímž dosahoval zvuku, který se stal jeho obchodní značkou.

## Diskografie
- Mountain (1969)
- The Great Fatsby (1975)
- The Leslie West Band (1976)
- Theme (1988)
- Alligator (1989)
- Live (1993)
- Dodgin' the Dirt (1994)
- As Phat as It Gets (1999)
- Blues to Die For (2003)
- Guitarded (2005)
- Got Blooze (2005)
- Blue Me (2006)
- Unusual Suspects (2011)
- Still Climbing (2013)
- Soundcheck (2015)

## Video
- "Night of the Guitar", Hammersmith Odeon, London, 26. listopadu 1988 CD: (IRSD-83000), VHS (Vol. 2)